# Stéphane Ortelli
Pour les articles homonymes, voir Ortelli.
Stéphane Ortelli, né le 30 mars 1970 à Hyères (Var), est un pilote automobile professionnel monégasque avec trois titres de champion du monde GT. Vainqueur des 24 Heures du Mans en 1998 avec Allan McNish et Laurent Aïello et les 24 Heures de Spa en 2003 avec Romain Dumas et Marc Lieb. Il a aussi gagné sa catégorie aux 12 Heures de Sebring en 2005 avec David Brabham et Darren Turner.
Après avoir conduit des Sport-prototypes, il roule en tant que pilote d'usine sur l'Audi R8 LMS depuis 2009 notamment au sein de l'écurie belge W Racing Team avec qui il a gagné les championnats Blancpain Endurance Series 2012 et 2013 et son troisième titre de champion du monde. Il est depuis 2016 avec l'écurie Emil Frey Racing engagé sur Jaguar et Lexus dans les championnats Blancpain Endurance Series et VLN.

## Biographie

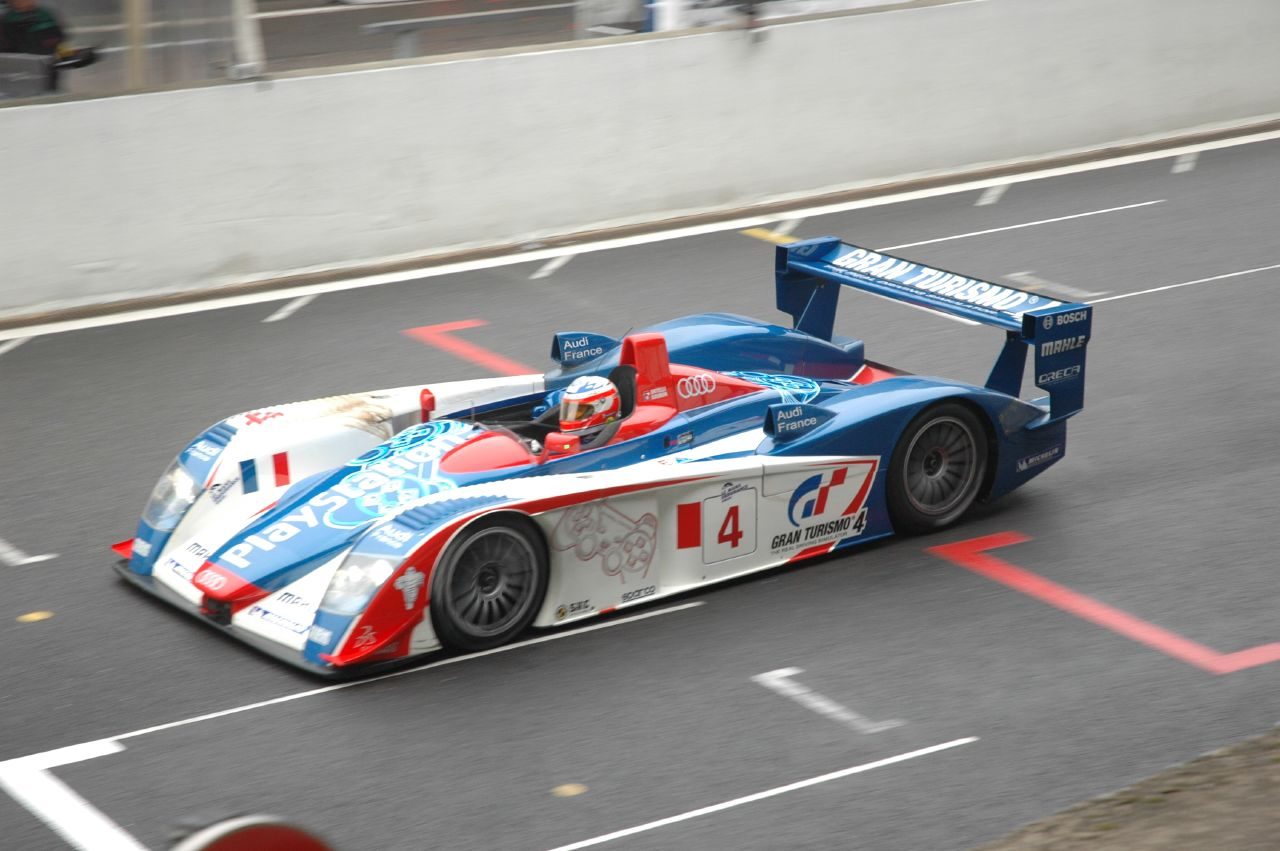
L'Audi R8 Oreca à Spa en 2005

Stéphane Ortelli, fils d'un ancien champion d'Europe de courses de côtes, sur une berlinette Alpine, avait toutes les prédispositions pour la course automobile avec laquelle il entre en contact via le karting, soutenu et encouragé par son père. Ce qui le conduit au Volant Elf, sur le circuit Paul-Ricard en 1989, qui le lancera vers la monoplace (Formule Renault, Formule 3), puis le supertourisme (Peugeot 405 et BMW) et enfin les prototypes avec le Spider 905 Peugeot.
Au fil de sa carrière, il se consacre de plus en plus exclusivement à l'endurance. Ce qui lui permettra de se forger un palmarès enviable, avec notamment sa victoire aux 24 Heures du Mans, sur Porsche GT1 avec Laurent Aïello et Allan McNish en 1998, ainsi que celle obtenue sur une piste détrempée en 2003, aux 24 heures de Spa, sur une Porsche GT3.
En 2008, lors des Le Mans Series à Monza, Ortelli perd le contrôle de sa Courage-Oreca au freinage de la chicane lors du 147e tour, dû à un dysfonctionnement des ailerons arrière. Emportée par la vitesse, la voiture s’envole évitant de peu une Audi puis fait plusieurs tonneaux avant de s’encastrer dans le mur, complètement détruite.
Cette sortie de route ultra-spectaculaire lui fait plus de peur que de mal. Malgré tout, il s'en sortira avec 8 fractures à la jambe droite dont une sévère à la cheville.

## Palmarès

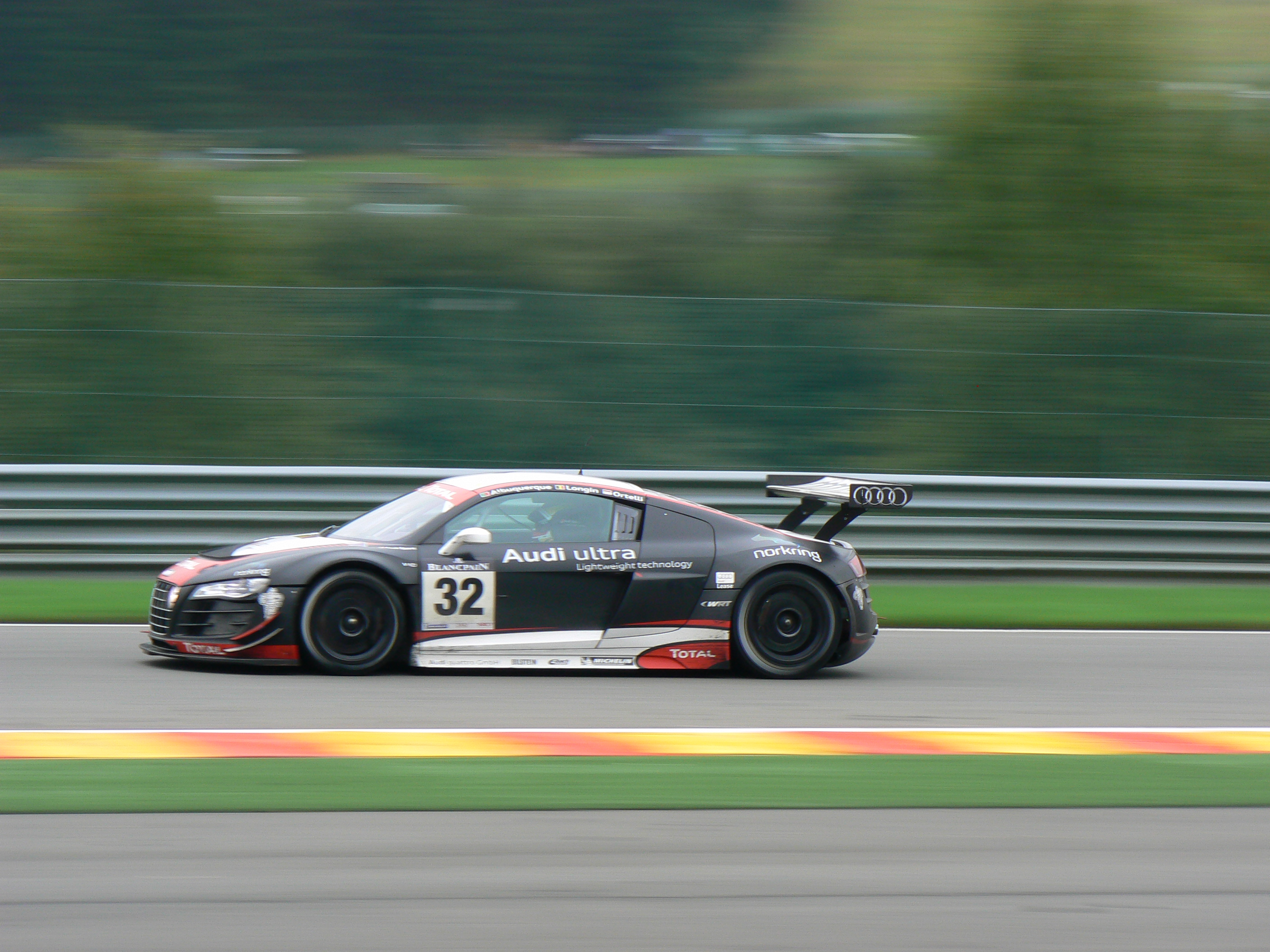
L'Audi R8 aux 24 Heures de Spa en 2011

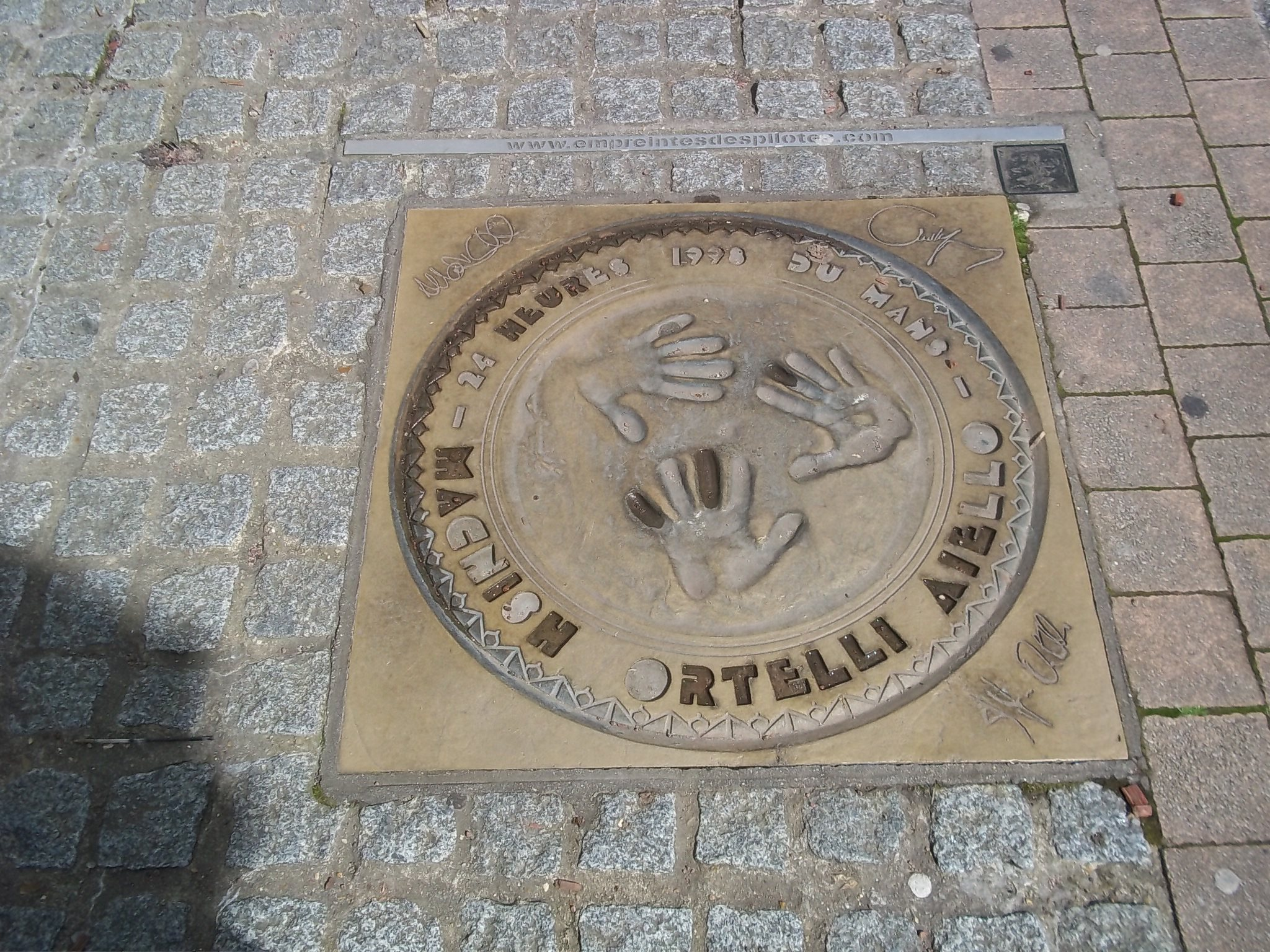
Plaque des empreintes des vainqueurs des 24 heures 1998 - Walk of fame - Le Mans

- 1989: Vainqueur du Volant Elf 1990
- 1998: Vainqueur des 24 Heures du Mans 1998
- 2000: 2e des 24 Heures du Mans 2000
- 2002: Champion du monde Championnat FIA GT N-GT
- 2002: Champion de Porsche Supercup
- 2003: Champion du monde Championnat FIA GT N-GT
- 2003: Vainqueur des 24 Heures de Spa
- 2004: Vainqueur de la Porsche Cup
- 2005: Vainqueur des 12 Heures de Sebring en GT1 avec Prodrive
- 2007: Champion de Le Mans Series 2007 dans la catégorie GT1 (classements pilote et équipe)
- 2012: Champion de Blancpain Endurance Series (classements pilote et équipe)
- 2012: 2e des 24 Heures de Spa avec W Racing Team
- 2013: Champion de Blancpain Endurance Series/FIA GT Series 2013 (classements pilote et équipe)
- 2014: 3e de Blancpain Endurance Series avec Saintéloc Racing
- 2015: 2e des 24 Heures de Spa avec W Racing Team
- 2015: 3e de Blancpain Endurance Series avec W Racing Team
- 2015: Vainqueur des 12 Heures de Sepang avec W Racing Team

## Résultats aux 24 Heures du Mans
| Année | Voiture                   | Équipe                | Équipiers                          | Résultat  |
| ----- | ------------------------- | --------------------- | ---------------------------------- | --------- |
| 1995  | Porsche 911 GT2 Evo       | Larbre Compétition    | Emmanuel Collard / Dominique Dupuy | Abandon   |
| 1996  | Porsche 911 GT2           | Parr Motorsport       | Andrew Bagnall (en) / Andy Pilgrim | 17e       |
| 1997  | Porsche 911 GT1           | Roock Racing          | Allan McNish / Karl Wendlinger     | Abandon   |
| 1998  | Porsche 911 GT1-98        | Porsche AG            | Laurent Aïello / Allan McNish      | Vainqueur |
| 1999  | Audi R8C                  | Audi Sport UK         | Christian Abt / Stefan Johansson   | Abandon   |
| 2000  | Audi R8                   | Audi Sport Team Joest | Laurent Aïello / Allan McNish      | 2e        |
| 2001  | Bentley Speed 8           | Team Bentley          | Martin Brundle / Guy Smith         | Abandon   |
| 2002  | Courage C60-Peugeot       | Pescarolo Sport       | Éric Hélary / Ukyo Katayama        | Abandon   |
| 2004  | Porsche 911 GT3 RSR (996) | Freisinger Motorsport | Romain Dumas / Ralf Kelleners      | 13e       |
| 2005  | Audi R8                   | Team Oreca            | Jean-Marc Gounon / Franck Montagny | 4e        |
| 2006  | Aston Martin DBR9         | Aston Martin Racing   | Pedro Lamy / Stéphane Sarrazin     | 10e       |
| 2007  | Saleen S7-R               | Team Oreca            | Soheil Ayari / Nicolas Lapierre    | 16e       |
| 2009  | Oreca 01-AIM              | Team Oreca            | Tiago Monteiro / Bruno Senna       | Abandon   |
| 2011  | Ferrari 458 Italia GT2    | Luxury Racing         | Frédéric Makowiecki / Jaime Melo   | Abandon   |

## Nationalité
Stéphane Ortelli a un père français et une mère monégasque. De nationalité française jusqu'en 1999, il pilote pour Monaco depuis 2000.